# النمر الوردي (شخصية كرتونية)

النمر الوردي او بينك بانثر

النمر الوردي (رسوم متحركة) (بالإنجليزية: Pink Panther) هو شخصية خيالية من مسلسل رسوم متحركة أو كرتون وهو نمر وردي كوميدي يثير المشاكل لكن لايقع فيها. يحظى هذا النمر بشعبية جارفة بين مختلف الأعمار ومختلف الشعوب.
أنتج مسلسلات الرسوم المتحركة ديفيد ديباتي وفريز فريلينغ (بالإنجليزية: Friz Freleng) الذي بدأ حياته المهنية في أحد أستوديوهات مدينة كانساس سيتي. ثم أنتقل إلى كاليفورنيا أواخر العشرينيات من القرن الماضي عمل في شركة مترو غولدن ماير لسنة واحدة ثم أنتقل للعمل مع شركة وارنر برذرز (الأخوة وارنر) كمدير للأنتاج الكرتوني.
وبدأت الأفلام القصيرة للنمر الوردي من عام 1964 وحتى عام 1980 وحققت نجاحات باهرة على مستوى العالم أجمع اللأطفال والكبار والملايين من الناس.

## تطوير العمل
أستمر فريز مع الشركة لأكثر من 30 عام ولكن عندما أغلق وارنر برذرز قسم الرسوم المتحركة عام 1962 تعاون فريز مع المسؤول التنفيذي في الشركة ديفيد ديباتي David H. DePatie وأنشأوا وأنتجوا عدة مشاريع كرتونية كان من ضمنها النمر الوردي Pink Panther التي أصبحت الشخصية المحبوبة.

## شخصيات وتفاصيل مسلسل النمر الوردي
موسيقى: مؤلف موسيقى النمر الوردي هو الموسيقي الأمريكي الراحل Henry Mancini هنري مانشيني
وبالإضافة إلى النمر الوردي هناك المفتش The Inspector وبالتأكيد مساعده الغبي دو دو Deux Deux وسيارة النمر الوردي.

## انتقادات
ظهرت هذه الشخصية لمدة أربع سنوات من 1965 ـ 1969 وكانت دائماً تظهر المحققين والمفتشين بالشخصية الساذجة والغبية وهذا ما اعتبره النقاد شيئاً فادحاً. رغم ذلك تعتبر هذه الشخصية ناجحة جداً, وفي الأواخر من إنتاج مسلسلات النمر الوردي صنع الكثير من الدمى التي تتعلق بشخصية النمر الوردي.

## حلقات النمر الوردي
(Pink Lemonade) هذه الحلقة الفت سنة 1972 - ويدور موضوعها حول هروب النمر الوردي من صائد الكلاب ووجوده منزلا استخبا فيه قليلا وعندما يحاول أن يخرج يجد كلبا متوحشا يحرس المنزل... (Slink Pink) هذه الحلقة الفت سنة 1973 - ويدور موضوعها حول وجود النمر الوردي منزلا يدفئه بعدما كان في البرد القارس وهنا تبدا الاحداث بالتصاعد عندما يرجع صاحب المنزل مع كلبه الاليف...

## رسوم المتحركة في التلفزيون
- ذا بينك بانثر شو - 1970-1979
- بينك بانثر أند سون - 1984-1985
- ذا بينك بانثر - 1993-1995
- بينك بانثر أند بالس - 2010- إلى الآن